# Олдтаун (Фингал)
Олдтаун (англ. Oldtown; ирл. An Seanbhaile) — деревня в Ирландии, находится в графстве Фингал (провинция Ленстер).

## Демография
Население — 220 человек (по переписи 2006 года). В 2002 году население составляло 162 человека.
Данные переписи 2006 года:
| Общие демографические показатели |               |                               |                               |      |      |
| Всё население                    | Всё население | Изменения населения 2002—2006 | Изменения населения 2002—2006 | 2006 | 2006 |
| 2002                             | 2006          | чел.                          | %                             | муж. | жен. |
| 162                              | 220           | 58                            | 35,8                          | 108  | 112  |